# Histoire du travail social en France
L'histoire du travail social en France est celle de l'émergence au cours du XIXe siècle d'un travail salarié d'aide ou d'accompagnement, et de sa sécularisation depuis la Révolution. 

## Genèse du travail social en France
Au cours du XIXe siècle l'action sociale se résume à :
- la charité des œuvres cléricales ou laïques ou la bienfaisance de la philanthropie et des Bureaux de bienfaisance des communes.
- l'enfermement et la relégation dans des établissements de type carcéral ou des colonies pénitentiaires agricoles pour enfant inadapté, orphelin, idiot, délinquant (apache), filles prostituées et filles subissant des mesures de correction paternelle. Par exemple la Colonie pénitentiaire de Mettray.
- la mise place d'une législation protégeant le travail des enfants et celui des femmes puis de la prise compte des accidents du travail, la reconnaissance des organisations syndicales. Enfin en 1906 la création du ministère du travail la même année que la catastrophe de Courrières.

Jusqu'en 1960 le sanitaire (le soin, le médical) ne se différencie pas du social (l'assistance, la bienfaisance). L'hospice, l'asile, a une double mission soigner les malades, accueillir les vieillards indigents, les fous, les enfants trouvés, les y enfermer et veiller à leur redressement moral par le travail...
Le travail social va peu à peu émerger au cours du XXe siècle, jusqu'à devenir la principale forme d'engagement personnel dans l'action sociale.

### L'assistant de service social
Le service social trouve son origine dans l’expérience de l’Œuvre sociale, fondée en 1896, à une époque où l'anarcho-syndicalisme anime le mouvement syndical ouvrier au travers des bourses du travail. L'Œuvre sociale, première maison sociale, s'inspire des settlements américains et s’inscrit nettement dans un courant catholique social, gagné par la nécessité d’améliorer « le sort matériel et moral des classes laborieuses » mais par le désir de rationaliser la charité, de la professionnaliser face à une classe ouvrière qui s'auto-organise sans l'Église. Les Maisons sociales, qui s’ouvrent au cœur des quartiers populaires, offrent des services aux ouvriers et plus encore aux femmes d’ouvriers : services médico-éducatifs, travaux de couture ou autres, à la manière des centres sociaux actuels
À la même époque sont créées les premières écoles de formation sociale, soucieuses de former des infirmières visiteuses, capables de remplir une tâche hygiéniste et moralisatrice auprès des classes populaires. Ces visiteuses vont jouer un rôle dans la lutte contre la tuberculose. Les visiteuses interviennent au domicile dispensant soins et conseils.
La Grande Guerre engendre une nouvelle profession féminine : la surintendante d’usine, chargée de s’occuper de la main-d’œuvre féminine des usines de guerre.
Du fait de la guerre les femmes entrent massivement dans l'univers du travail industriel où elles remplacent les hommes partis au front. Le patronat et la bourgeoisie s'inquiètent des conditions de vie qui leur sont faites. Fortement marquée par le christianisme social Marie Diémer crée les infirmières visiteuses de France puis les surintendantes d'usine avec Cécile Brunschvicg et le soutien de Léon Bourgeois et d'Albert Thomas en 1919.
En 1990 l'école des surintendantes devient l'ETSUP, école supérieure de travail social.
La Première Guerre mondiale provoque des pertes humaines en France immenses et sans équivalent à ce jour. La première tache des surintendantes est le retour dans le monde du travail des hommes démobilisés, surtout les invalides et mutilés. Il faut aussi aider les veuves et les orphelins pupilles de la nation au travers de l'ONAC créé en 1916.
Le métier d'assistante de service social émerge de la fusion du travail des infirmières visiteuses et des surintendantes Le décret du 12 janvier 1932, ensuite précisé en 1938 et en 1951, fonde en droit la profession d’assistante sociale. Cette création d’un métier de femme se situe au cœur même du processus de professionnalisation d’activités traditionnellement féminines, du processus de valorisation en même temps que de technicisation du « rôle social de la femme », et du processus d’accès des femmes à une part noble du marché du travail. Mais la profession restera malgré tout marquée par la philanthropie traditionnelle des premières assistantes de service sociale.

### Histoire de l'enfance inadaptée
Le terme enfance inadaptée recouvre ici l'éducation spécialisée et la protection des enfants.
L'enfance inadaptée recouvre trois secteurs :
- l'action judiciaire et sociale de des jeunes mineurs délinquants ou en danger de l'être, protection judiciaire de la jeunesse (PJJ)
- les jeunes en situation sociale difficile
- les enfants atteints de maladie chronique ou de handicap.

Depuis l’ordonnance de 1945, le domaine d’intervention de la justice des mineurs est étendu à l’enfance en danger. Depuis la loi 2007 la protection des enfants désigne également la lutte contre la maltraitance des enfants. C'est un des services de la direction centrale de la PJJ.
Avant le XIXe siècle, On ne différencie pas les catégories de problèmes et d'enfants.
La prime enfance est marquée par les faits suivants, les bébés illégitimes où des femmes les plus pauvres et isolées sont abandonnés au tour. La mortalité infantile est très grande. Les enfants même des familles bourgeoises ou nobles sont souvent élevés et allaités par des nourrices soit au sein de la famille (pour les plus riches) soit à la campagne. Voir L’enfant et la vie familiale sous l’Ancien Régime Philippe Ariès
Pour les enfants abandonnés plus âgés, ils relèvent au XVIIIe siècle de l'Hôpital général de Paris notamment, l'hôpital des incurables à Bicêtre à la fois infirmerie, orphelinat, et prison.
Après cette période, l'enfant est éduqué en famille pour la plus grande majorité des enfants, il y apprend le métier de son père avant de devenir compagnon à son adolescence.
L'éducation dans les collèges religieux est réservée à l'aristocratie ou la grande bourgeoisie. 200 Établissements scolaires jésuites existaient avant leur interdiction en 1763. 
L'éducation y était régie par le Ratio Studiorum (plan des études). Les obligations des élèves y étaient très détaillées y compris celles pour dormir la nuit. Le châtiment corporel y était pratiqué fréquemment. Le redressement des corps humains procédait au redressement moral, chacun devenant son propre censeur, tout au long de sa vie, une fois qu'il y avait été corrigé par la règle éducative.(Michel Foucault Surveiller et punir).
C'est ce modèle de discipline panoptique qui inspira les orphelinats, les maisons d'éducation correctionnelle, les bons pasteurs et les colonies agricoles pénitentiaires au XIXe siècle. 

#### Prison, enfermement et relégation auXIXesiècleet début duXXesiècle
L'enfermement est de la compétence du parlement de Paris qui gère l'Hôpital général et des lettres de cachets qui sont produites par le lieutenant de police à Paris.
L'hôpital n'est pas un lieu de soin mais une prison et un hospice. Le terme infirmerie provient du mot latin firmus qui à la même étymologie que le mot fermer:
Firmus: ferme au moral et au physique → (verbe)Firmare ; rendre ferme, solide, en ancien français Enfermerie → Infirmerie
Le code pénal de 1791 envisage le mineur comme un auteur de violences potentiel qu'il faut dissuader par des menaces de sanctions exemplaires.
- La prison de la Roquette est à Paris la prison pour les jeunes délinquants
- La petite Roquette, maison d'éducation correctionnelle, fut la prison pour jeunes filles et femmes prostituées, elle prit la suite de la prison Saint Lazare
- L'hôpital des incurables à Bicêtre géré par l'hôpital général sous l'Ancien Régime était au XIXe siècle un asile psychiatrique, un orphelinat et une prison Seguin y ouvrit la première classe pour déficients mentaux.

L'Asile de Charenton était une prison au XVIIIe transformée en asile psychiatrique au XIXe. Le marquis de Sade y fut enfermé et y mourut. Aller à Charenton, être bon pour Charenton fut familièrement synonyme d'être fou.
- Les Bon Pasteur géré par la Congrégation du Bon Pasteur (moderne) avait la mission de rééduquer les « filles de justice », jeunes mineures susceptibles de sombrer dans la délinquance et la prostitution.

la relégation
La loi du 27 mai 1885 dite loi sur la relégation des récidivistes, entraîne « l’internement perpétuel sur le territoire des colonies ou possessions françaises » La relégation ne concerne que les adultes, mais elle est dans l'esprit d'une société qui cherche à se protéger de toutes les déviances et qui ne croit pas à l'amendement ou à la réinsertion du vicieux, déficient ou psychopathe. Que ce soit la prison, l'asile, le centre de correction, il s'agit d'éloigner les déviants des grands centres urbains. La loi de relégation étant la solution la plus extrême.
La création de Maison-Blanche, de Ville-Évard, de Clermont et d'autres asiles permettent l'éloignement des malades et handicapés mentaux, et la mise en place de colonies agricoles. Durant la 2e Guerre mondiale, 40 000 malades mentaux et handicapés sont morts de faim et froid. Cette euthanasie (douce) est relatée dans Histoire de la folie et également par Lucien Bonnafé et quelques autres médecin psychiatres. À Clermont se sont 3O63 malades qui décèdent sur 4444 accueillis en 1939 Ce drame se déroule malgré la production alimentaire des colonies agricoles des asiles.
La colonie familiale d'Aisnay-le-Château étant un cas particulier du fait de son mode d'hébergement et de prise en charge. 
Aujourd'hui l'éloignement des autistes et des déficients profonds en Lozère ou en Belgique, est une nouvelle forme de relégation du fait de l'étrangeté de ces handicapés
Les colonies pénitentiaires pour jeunes garçons abandonnés ou délinquants s'inscrivent dans ce mouvement de relégation loin des villes
La meilleure preuve a été la création d'une colonie disciplinaire (colonie correctionnelle) en Corse en 1855.(La colonie horticole de Saint Antoine) 
http://www.abbatucci.com/index2.htm
Il s'agit au travers du redressement par le travail et la discipline y compris les châtiments corporels de réaliser le redressement moral. 
Jean Genet a été colon à Mettray, puis en maison d'arrêt notamment à Fresnes il raconte sa vie en prison et à la colonie d'une manière romancée dans Miracle de la rose.
La révolte de la colonie de Belle Ile en mer en 1934, fera dans la presse surgir la triste situation dans ces bagnes des enfants. Le poème de Jacques Prévert La chasse à l'enfant s'inspire de cet évènement.
La protection judiciaire de la jeunesse va émerger de ce contexte répressif et s'en détacher au cours du XXe siècle, en faisant de l'éducatif en milieu ouvert un mode majeur de son intervention.

#### La protection judiciaire de la jeunesse ( PJJ )
Avant 1945 le traitement de la délinquance est rattaché à l'administration pénitentiaire.
Avec la création des tribunaux pour enfants sont différenciés les mineurs de :
- les moins de 13 ans qui ne peuvent en aucun cas être condamnés,
- les 13-16 ans dont la peine maximum ne peut être supérieure à la moitié de celle encourue par un majeur,
- les 16-18 ans qui peuvent être traités comme des adultes y compris la peine de mort.

La fonction de juge pour enfants est mise en place, Le principe la liberté surveillée est énoncé, le mineur peut être laissé dans sa famille, sous l'assistance et la surveillance d'un délégué du juge.
Sa réelle mise en place n'aura lieu qu'après 1945, grâce à de nouveaux moyens et une nouvelle approche de la délinquance juvénile.
Le principe de l'enfermement et de la relégation reste la solution judiciaire utilisée dans les faits.
Les deux ordonnances de 1945 posent le principe de l'éducation avant la répression.
La profession d'éducateur spécialisé est créée par décret le 10 avril 1945. Ce décret fait suite à la création sous Vichy des ARESA futures sauvegardes à l'enfance. Deligny fut un des premiers éducateurs de la sauvegarde du nord. Ses approches nouvelles d'éducation vont inspirer des générations d'éducateurs.
L'éducation surveillée devient une direction autonome au sein du ministère de la Justice.
Le secteur privé associatif pour des raisons historique gère la plupart des établissements relevant de l'éducation surveillée. 
À partir de 1961, il se met en place de petits établissements auprès des tribunaux (milieu ouvert : consultations d'orientation et d'action éducative, COAE).
Les grands établissements héritiers des colonies agricoles pénitentiaires ferment peu à peu.
Celui de l'île de Tatihou géré par la Sauvegarde de la Manche ferme en 1984. C'est le dernier centre qui a été fermé.
Depuis la présidence de Nicolas Sarkozy le débat sur la réforme des ordonnances de 1945 a conduit à la création des centres éducatifs fermés, à la discussion prévue en octobre 2011 des mesures préconisées Éric Ciotti notamment de supprimer la réductions automatiques de peines et l’abandon de leurs aménagements systématiques, donc la primauté de l'éducation sur la répression pour les mineurs.

#### Jeunes en difficultés de l'orphelinat à l'ASE
Durant tout le XIXe siècle l'éducation spécialisée est déléguée par l'État à des congrégations religieuses ou des œuvres de bienfaisance, pour les orphelinats. Michel Onfray décrit dans la puissance d'exister, la vie très difficile qu'il a vécue dans un orphelinat salésien En 1866 sont créés les Orphelins d'Auteuil aujourd'hui nommés Apprentis d'Auteuil, c'est un modèle d'institution catholique qui accueille les jeunes en difficulté quelle que soit leur religion.
En 1887 est créée l'Union française pour le sauvetage de l'enfance avec le soutien de Jules Simon, il s'agit de la première institution pour enfants orphelins qui est laïque, dès son origine elle est composée de philanthropes, Elle va essaimer dans toutes les régions de France, les Sauvegardes créées sous le régime de Vichy vont se développer à partir de ces associations départementales.
Cette Union gère plusieurs établissements en région parisienne.

Pour les jeunes « apaches » (voire Apaches (Paris)) c'est-à-dire les jeunes délinquants du début du XXe siècle, ils sont rééduqués dans des colonies agricoles, (voir : colonie pénitentiaire de Mettray) dénommées bagnes pour enfants dont celui de Belle-Île-en-Mer ou maison de correction. 
L'armée elle-même intègre des garçons à partir de 12 ans, fils de militaire ou orphelins pupilles de la Nation dans des collèges militaires : École des mousses, Enfants de troupe.

De la restauration, aux années 1970, la prise en charge des filles en danger de prostitution est assurée par les « Bon Pasteur » gérées par la Congrégation du Bon Pasteur (moderne) d'Angers. Cette congrégation a eu des établissements dans de nombreux départements
Vichy (voir dans Révolution nationale, L'éducation des enfants handicapés et inadaptés), puis la libération avec l'ordonnance de 1945 produisent une modification profonde de la vision politique de la prise en charge des jeunes délinquants. La révolte des jeunes dans la colonie de Belle Île en 1934 a produit son effet. 
Vichy réorganise l'enfance inadaptée autour de la puissance publique en imposant dans les conseils d'administration des sauvegardes (ARSEA) la présence d'un représentant de l'État et en organisant la formation des cadres rééducateurs (qui s'appellent aujourd'hui éducateurs spécialisés)
L'Église elle-même s'implique, toutefois la prise en charge ne dépend plus directement de clercs, mais de laïcs autour d'une figure charismatique, l'abbé'.
La profession d'éducateur comme celle d'assistant social durant cette période est donc marquée par l'engagement, le dévouement, la vocation, quasi christique. Toute l'histoire du travail social à partir de ces années est donc marquée par la sécularisation progressive des esprits.
Après mai 1968, les travailleurs sociaux se posent la question de leur engagement politique comme alliés et porte-paroles des sans-voix. La psychanalyse libératrice devient le support théorique de l'expertise du travailleur social. Grâce à elle, il possède le corpus qui lui permet de comprendre les pathologies. Car la vocation ne suffit plus à justifier le savoir-faire du professionnel,.
L'ordonnance de 1945 consacre la primauté de l'action socio-éducative sur la simple répression, avec la mise en place du juge pour enfant, ce qui est un changement de doctrine par rapport à l'avant-guerre. 
Les colonies pénitentiaires se transforment peu à peu en internat, ils ont de plus en plus des missions de formation technique et professionnelle, puis ils disparaissent dans les années 1970/80 en même temps qu'est remise en cause la prise en charge des jeunes délinquants en internat. L’un des derniers internats éducatifs qui est fermé est celui de Tatihou en 1984, géré par la sauvegarde de la Manche. 
La création du centre éducatif fermé en 2008 par l’État fait craindre aux travailleurs sociaux un retour vers le tout répressif dans la justice des mineurs comme au temps des colonies pénitentiaires.
- À l'issue de la Seconde Guerre mondiale, le nombre d'orphelins est évalué à 350 000 dont les enfants juifs cachés ou survivants des camps.
- Autres « victimes » les enfants nés de père inconnu (la plupart du temps les enfants de soldats allemands) estimés à 200 000. Ces enfants sont stigmatisés « ce sont des enfants de Boche »
- On peut ajouter un nombre indéterminé d'enfants soldats y compris parmi les résistants les plus jeunes, c'est-à-dire des combattants de moins de 16 ans.

Prendre en charge : nourrir, héberger, habiller, éduquer, former à un métier ces enfants traumatisés par la guerre est donc le problème vital des années 1945 à 1950.
Ceci explique largement que les structures (et les personnes) comme les ARSEA ne sont pas mise en cause mais au contraire vont se développer.
Le secours national bien que très impliqué dans la politique de Vichy contre les Juifs, change de nom et devient l'Entraide Française pour la Libération. Il n'y a pas d'épuration, les mêmes personnes poursuivent leurs œuvres d'aide aux victimes civiles de la guerre, y compris en direction des maisons d'enfants (nourriture, vêtements...).
Après les orphelins, les maisons d'enfants, les orphelinats, les internats vont prendre en charge les enfants à problèmes, c'est-à-dire les enfants « caractériels » ou/et issus de familles à problèmes, la plupart du temps des familles de bas niveau socio-économique. C'est-à-dire qu'elles vont participer au placement des enfants issus de familles du quart monde, et donc participer à la police des familles.
Cette critique exprimée par les familles et des travailleurs sociaux va rencontrer la logique de l'État (RCB rationalisation des choix budgétaires) qui va peu à peu supprimer les placements en Internat au profit du placement familial . 
L'évolution du vocabulaire dans le langage courant de la notion de pupille de l'État traduit parfaitement l'évolution des institutions et de leur pratique professionnelle
* enfant d'lassistance (assistance publique)
* enfant d'ladas (DASS)
* être d'lase (ASE)
Pour les professionnels, ils passent de la prise en charge à l'accompagnement social.
Avec un changement de culture, la déontologie, l'éthique, l'évaluation sont les maîtres mots de cet accompagnement.
Pour ces jeunes là il convient de différencier les enfants atteints de handicap sensoriel, aveugles et sourds, ceux ayant un handicap physique léger, les enfants déficients mentaux ou malades mentaux, les enfants atteints de poly-handicaps 
L'histoire de leur prise en charge se différencie au cours des XIXe et XXe siècles 
Pour les enfants aveugles il faut se référer aux articles sur Louis Braille et sur Valentin Haüy. 
Pour les enfants sourds aux articles sur l'Abbé de l'Épée et sur la surdité 
Pour le handicap physique voir Anthropologie historique des notions de handicap et d’infirmité

#### De l'asile pour débiles au handicap mental[20]
XIXe siècle
- En France un novateur ouvre la voie à l’orthopédagogie, à l’éducation des déficients mentaux:

Édouard Séguin. Disciple d’Itard et maître auxiliaire à l’Institut des Sourds, il lui est confié, en 1840, la charge d’enseigner aux idiots de l’Hospice des Incurables à Bicêtre.
C’est la première classe d’enseignement spécialisé destinée aux déficients mentaux. Deux ans plus tard, il publie le résultat de son travail sous le titre “Théorie et pratique de l’éducation des enfants arriérés et idiots”. Très imprégnée des idées défendues par Itard, sa théorie se fonde sur l’activité sensorielle et motrice et l’exercice de la volonté.
Il fonde son action éducative sur trois éléments : éducation, hygiène, traitement moral. On peut sérieusement énoncer que Seguin est le premier véritable “professionnel” de la pédagogie spécialisée. Maria Montessori s'inspire de Seguin pour créer sa méthode pédagogique. En 1850, il quitte la France pour les États-Unis d’Amérique où il développe la prise en charge des handicapés. Fondée en 1876 l’Américan Association of Mental Deficiency aura Seguin comme premier président.
- En 1854, le pasteur John Bost fonde à La Force (Dordogne) un orphelinat. Très rapidement, il se trouve dans la nécessité d’ouvrir plusieurs autres maisons, qui accueillent des handicapés mentaux. Ces premières institutions sont construites à l’écart des villes, jugées mauvaises pour les soins. Mais le travail de la terre, qui permet de subvenir en partie aux besoins de l’asile et d’assurer l’occupation des résidents tout en limitant l’emploi de personnel de service, est une des raisons de cette option. Dans la plupart de ces colonies agricoles, la différence entre orphelinat et établissement spécialisé n'est pas assurée. Il faut attendre les années 1960 avec l'Annexe XXIV.

 XXe siècle
- En 1905 Binet et Simon mettent au point le premier test psychométrique concernant la mesure de l'intelligence le Test Binet-Simon, Binet ouvre en 1909 les premières classes de perfectionnement.

La création des classes de perfectionnement va faire émerger la déficience mentale légère, les personnes atteintes de ce handicap étant capables à l'époque de s'intégrer dans le monde du travail. Leurs difficultés n'étant pas très différentes des personnes analphabètes.
L'enseignant spécialisé sera un instituteur ayant en sus une formation spécifique (CAEI) pour assurer l'encadrement dans les classes de perfectionnement ou dans les écoles spéciales pour handicapés (Institut médico-éducatif, Institut médico-pédagogique) Fernand Deligny a été instituteur spécialisé à l'hôpital psychiatrique d'Armentière, puis cadre à la Sauvegarde du Nord (ARESA)  
- L’Association Institut Seguin a été fondée en 1935 par des personnes désireuses de porter une aide aux handicapés mentaux. Ce fut, en dehors de l'asile, la première école spécialisée pour déficients mentaux moyens et profonds. À noter que les anciens de l'École polytechnique ont assuré par leurs dons l’existence de cette association[22].
- L'association nationale des communautés éducatives (ANCE) est créée en 1949, elle regroupe les premiers instituteurs et éducateurs travaillant dans les classes de perfectionnement ou en IMP[23]

- En 1956, l'annexe XXIV, texte qui régit les IMP/IME, permet le développement de ce type d'établissement sur toute la France. Le financement dépend entièrement du ministère de la santé et de l'action sociale.
- Il faut attendre 1978 pour voir se concrétiser dans ces établissements l’élaboration d’un

« contrat simple » qui instaure un enseignement scolaire officiel. À partir de cette époque, des enseignants spécialisés vont assurer le fonctionnement de classe au sein de ces établissements, sur un financement éducation national. L'éducateur spécialisé assurant un travail soit hors des heures scolaires un travail de groupe soit auprès des enfants les plus handicapés non pris en charge par l'instituteur.
Approche Communautaire :

Cette approche a inspiré le travail social communautaire et ce que les Nord-américains nomment l'empowerment.
Cette approche s'est développée récemment en santé communautaire au travers des groupes d'auto support comme Aides, Act Up Paris, et plus généralement dans le domaine de l'intervention sociale en direction des groupes sociaux défavorisés comme le quart monde ou les travailleurs migrants.